# براندون ديفيس
براندون ديفيس (بالإنجليزية: Brandon Davis) هو فنان قتال مختلط أمريكي، ولد في 8 مايو 1990 في أتلانتا في الولايات المتحدة.

## وصلات خارجية
- براندون ديفيس على موقع يو إف سي (الإنجليزية)
- براندون ديفيس على موقع شيردوغ (الإنجليزية)
- براندون ديفيس على موقع IMDb (الإنجليزية)
- براندون ديفيس على موقع قاعدة بيانات الفيلم (الإنجليزية)